# Новий Рим

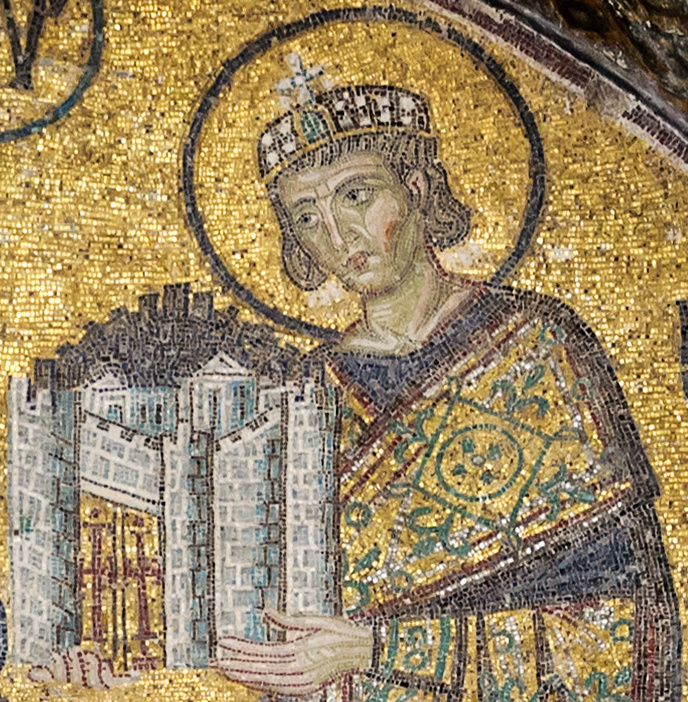
Фрагмент мозаїки Софійського собору Константинополя із зображенням Костянтина Великого, що тримає в руках модель міста

Новий Рим (лат. Nova Roma; грец. Νέα Ῥώμη) — назва нової столиці Римської імперії, заснованої імператором Костянтином Великим 11 травня 330 року. Ця назва мала підкреслити появу іншого, головнішого за Рим, міста. Новий Рим, що був споруджений на місці стародавнього міста Віза́нтія, за кілька років після заснування став називатися Константинополем, а з 1923 року — Стамбулом. Згідно з давньою традицією, повний титул предстоятеля Константинопольської православної церкви, що розташована в Стамбулі, звучить як Його Божественна Всесвятість Архиєпископ Константинополя — Нового Риму і Вселенський Патріарх.

## Історія
Місто під назвою Віза́нтій (грец. Βυζάντιον) було засноване мегарськими колоністами в 657 році до н. е. У 146 році до н. е. Візантій уклав союзний договір з Римом, опинившись під його владою. На початку III століття нашої ери Візантій був зрівняний із землею імператором Септимієм Севером за підтримку його суперника під час Року п'яти імператорів. Север швидко усвідомив стратегічне значення міста, і тому незабаром відновив його, давши нову назву — Августа-Антоніна (лат. Augusta Antonina), на честь свого сина та майбутнього імператора Марка Аврелія Антоніна, наразі відомого як Каракалла. Проте, нова назва міста не прижилася, і воно знов стало називатися Візантієм (наймовірніше, або після вбивства Каракалли в 217 році, або після падіння династії Северів 235 року).
Під час системи Тетрархії (досл. правління чотирьох осіб), запровадженої у III столітті, Рим фактично мав чотири столиці, найголовнішою з яких стала Нікомедія (теперішній Ізміт) поруч з Візантієм, оскільки звідти правив Август Сходу Діоклетіан. 18 вересня 324 року Ліциній, останній римський імператор, що правив з Нікомедії, зазанав від Костянтина нищівної поразки в битві при Хризополі (теперішній район Ускюдар, Стамбул).
Оскільки Косятнин, який став першим християнином на римському престолі, переміг східного імператора Ліцинія, вибір нової столиці для величезної Римської імперії символював перемогу над східним язицництвом. До того ж, нова столиця мала бути розташована неподалік від двух проблемних ділянок римського кордону — Дунайського, за яким перебувли германські племена, та південного, поруч з могутньою Державою Сассанідів. В ролі кандидатів на місце майбутньої столиці розглядалися міста Сірмій, Салоніки та Сердика (теперішня Софія), яку Костянтин назвивав «особистим Римом». Але оскільки Візатній був уже перебудований Севером за римськими традиціями, вибір впав саме на нього.
Протягом спорудження Нового Риму в 324—330 роках Костянтин тимчасово правив із сусідньої Нікомедії. Колишній Візантій був перебудований в монументальних масштабах за зразком «Вічного міста» Риму. У перші роки в новому статусі місто мало й інші назви: Новий або Другий Рим (дав.-гр. ἡ Νέα, δευτέρα Ῥώμη), Альма-Рома (дав.-гр. Ἄλμα Ῥώμα, лат. Alma Roma), Візантійський Рим (дав.-гр. Βυζαντιάς Ῥώμη), Східний Рим (дав.-гр. ἑῴα Ῥώμη) та Рома-Константинополітана (лат. Roma Constantinopolitana:354). Костянтин помер у своєму маєтку поблизу Нікомедії 22 травня 337 року. Відтоді за містом остаточно закріпилася назва Константинополь, під якою воно було відоме впродовж близько 1600 років. У 1923 році після заснування Турецької Республіки місто офіційно було перейменовано на Стамбул.